# Ruosaari (ö i Päijänne-Tavastland)
Ruosaari är en ö i Finland. Den ligger i sjön Päijänne och i kommunen Sysmä i den ekonomiska regionen  Lahtis ekonomiska region  och landskapet Päijänne-Tavastland, i den södra delen av landet, 150 km norr om huvudstaden Helsingfors. Öns area är 15,3 hektar och dess största längd är 0,9 kilometer i nord-sydlig riktning.